# 15e étape du Tour d'Espagne 2021
Pour un article plus général, voir Tour d'Espagne 2021.
La 15e étape du Tour d'Espagne 2021 se déroule le dimanche 29 août 2021, entre Navalmoral de la Mata et El Barraco, sur une distance de 197,5 km.

## Déroulement de l'étape
Le début de l'étape est très rapide et très nerveux. Un groupe de 25 coureurs puis un autre de 10 unités et ensuite le duo Pavel Sivakov-Magnus Cort Nielsen tentent de prendre de l'avance sur le peloton mais un regroupement général s'opère au pied de l'Alto de la Centenara, la première difficulté du jour. Lors de cette ascension, le Polonais Rafal Majka (UAE) passe à l’attaque. Il est bientôt rejoint par l'Italien Fabio Aru (Qhubeka) et le Belge Maxim Van Gils (Lotto Soudal). Dans les derniers hectomètres de cette montée, Van Gils doit laisser filer ses deux compagnons. Un groupe d'une vingtaine de coureurs se forme derrière la tête de la course. Lors de la deuxième ascension de l'étape, le Puerto de Pedro Bernardo, Majka lâche Aru et se retrouve seul en tête à 87 kilomètres de l'arrivée. Avant la troisième ascension du jour longue de 20 kilomètres, le Puerto de Mijares, le Néerlandais Steven Kruijswijk (Jumbo Visma) contre-attaque et tente de revenir sur Majka mais en vain. La dernière ascension ne change rien aux positions et Rafal Majka remporte l'étape. Le peloton des favoris au classement général est bien contrôlé par l'équipe Intermarché-Wanty-Gobert du maillot rouge Odd Christian Eiking.

## Résultats

### Classement de l'étape
| \| Classement de l'étape \| Classement de l'étape \| Classement de l'étape \| Classement de l'étape \| Classement de l'étape \| \| Coureur \| Coureur \| Pays \| Équipe \| Temps \| \| --------------------- \| --------------------- \| --------------------- \| ---------------------------------- \| --------------------- \| \| 1er \| Rafał Majka \| Pologne \| UAE Team Emirates \| 4 h 51 min 36 s \| \| 2e \| Steven Kruijswijk \| Pays-Bas \| Jumbo-Visma \| + 1 min 27 s \| \| 3e \| Chris Hamilton \| Australie \| Team DSM \| + 2 min 19 s \| \| 4e \| Adam Yates \| Royaume-Uni \| Ineos Grenadiers \| + 2 min 42 s \| \| 5e \| Giulio Ciccone \| Italie \| Trek-Segafredo \| + 2 min 57 s \| \| 6e \| Odd Christian Eiking \| Norvège \| Intermarché-Wanty-Gobert Matériaux \| + 2 min 57 s \| \| 7e \| Felix Großschartner \| Autriche \| Bora-Hansgrohe \| + 2 min 57 s \| \| 8e \| Sepp Kuss \| États-Unis \| Jumbo-Visma \| + 2 min 57 s \| \| 9e \| David de la Cruz \| Espagne \| UAE Team Emirates \| + 2 min 57 s \| \| 10e \| Enric Mas \| Espagne \| Movistar Team \| + 2 min 57 s \| |                      |             |                                    |                 |
| |                      |             |                                    |                 |
| Source : ProCyclingStats |                      |             |                                    |                 |
| Classement de l'étape |                      |             |                                    |                 |
| Coureur | Coureur              | Pays        | Équipe                             | Temps           |
| 1er | Rafał Majka          | Pologne     | UAE Team Emirates                  | 4 h 51 min 36 s |
| 2e | Steven Kruijswijk    | Pays-Bas    | Jumbo-Visma                        | + 1 min 27 s    |
| 3e | Chris Hamilton       | Australie   | Team DSM                           | + 2 min 19 s    |
| 4e | Adam Yates           | Royaume-Uni | Ineos Grenadiers                   | + 2 min 42 s    |
| 5e | Giulio Ciccone       | Italie      | Trek-Segafredo                     | + 2 min 57 s    |
| 6e | Odd Christian Eiking | Norvège     | Intermarché-Wanty-Gobert Matériaux | + 2 min 57 s    |
| 7e | Felix Großschartner  | Autriche    | Bora-Hansgrohe                     | + 2 min 57 s    |
| 8e | Sepp Kuss            | États-Unis  | Jumbo-Visma                        | + 2 min 57 s    |
| 9e | David de la Cruz     | Espagne     | UAE Team Emirates                  | + 2 min 57 s    |
| 10e | Enric Mas            | Espagne     | Movistar Team                      | + 2 min 57 s    |

## Classements à l'issue de l'étape

### Classement général
| \| Classement général \| Classement général \| Classement général \| Classement général \| Classement général \| \| Coureur \| Coureur \| Pays \| Équipe \| Temps \| \| ------------------ \| -------------------- \| ------------------ \| ---------------------------------- \| ------------------ \| \| 1er \| Odd Christian Eiking \| Norvège \| Intermarché-Wanty-Gobert Matériaux \| 59 h 57 min 50 s \| \| 2e \| Guillaume Martin \| France \| Cofidis \| + 54 s \| \| 3e \| Primož Roglič \| Slovénie \| Jumbo-Visma \| + 1 min 36 s \| \| 4e \| Enric Mas \| Espagne \| Movistar Team \| + 2 min 11 s \| \| 5e \| Miguel Ángel López \| Colombie \| Movistar Team \| + 3 min 04 s \| \| 6e \| Jack Haig \| Australie \| Bahrain Victorious \| + 3 min 35 s \| \| 7e \| Egan Bernal \| Colombie \| Ineos Grenadiers \| + 4 min 21 s \| \| 8e \| Adam Yates \| Royaume-Uni \| Ineos Grenadiers \| + 4 min 34 s \| \| 9e \| Sepp Kuss \| États-Unis \| Jumbo-Visma \| + 4 min 59 s \| \| 10e \| Felix Großschartner \| Autriche \| Bora-Hansgrohe \| + 5 min 31 s \| |                      |             |                                    |                  |
| |                      |             |                                    |                  |
| Source : ProCyclingStats |                      |             |                                    |                  |
| Classement général |                      |             |                                    |                  |
| Coureur | Coureur              | Pays        | Équipe                             | Temps            |
| 1er | Odd Christian Eiking | Norvège     | Intermarché-Wanty-Gobert Matériaux | 59 h 57 min 50 s |
| 2e | Guillaume Martin     | France      | Cofidis                            | + 54 s           |
| 3e | Primož Roglič        | Slovénie    | Jumbo-Visma                        | + 1 min 36 s     |
| 4e | Enric Mas            | Espagne     | Movistar Team                      | + 2 min 11 s     |
| 5e | Miguel Ángel López   | Colombie    | Movistar Team                      | + 3 min 04 s     |
| 6e | Jack Haig            | Australie   | Bahrain Victorious                 | + 3 min 35 s     |
| 7e | Egan Bernal          | Colombie    | Ineos Grenadiers                   | + 4 min 21 s     |
| 8e | Adam Yates           | Royaume-Uni | Ineos Grenadiers                   | + 4 min 34 s     |
| 9e | Sepp Kuss            | États-Unis  | Jumbo-Visma                        | + 4 min 59 s     |
| 10e | Felix Großschartner  | Autriche    | Bora-Hansgrohe                     | + 5 min 31 s     |

| Classement par points | Classement par points | Classement par points | Classement par points | Classement par points |
| Coureur               | Coureur               | Pays                  | Équipe                | Points                |
| --------------------- | --------------------- | --------------------- | --------------------- | --------------------- |
| 1er                   | Fabio Jakobsen        | Pays-Bas              | Deceuninck-Quick Step | 200 pts               |
| 2e                    | Magnus Cort Nielsen   | Danemark              | EF Education-Nippo    | 114 pts               |
| 3e                    | Primož Roglič         | Slovénie              | Jumbo-Visma           | 108 pts               |
| 4e                    | Matteo Trentin        | Italie                | UAE Team Emirates     | 103 pts               |
| 5e                    | Alberto Dainese       | Italie                | Team DSM              | 93 pts                |
| 6e                    | Michael Matthews      | Australie             | BikeExchange          | 92 pts                |
| 7e                    | Arnaud Démare         | France                | Groupama-FDJ          | 88 pts                |
| 8e                    | Enric Mas             | Espagne               | Movistar Team         | 75 pts                |
| 9e                    | Romain Bardet         | France                | Team DSM              | 70 pts                |
| 10e                   | Andrea Bagioli        | Italie                | Deceuninck-Quick Step | 69 pts                |

| Classement par points | Classement par points | Classement par points | Classement par points | Classement par points |
| Coureur               | Coureur               | Pays                  | Équipe                | Points                |
| --------------------- | --------------------- | --------------------- | --------------------- | --------------------- |
| 1er                   | Fabio Jakobsen        | Pays-Bas              | Deceuninck-Quick Step | 200 pts               |
| 2e                    | Magnus Cort Nielsen   | Danemark              | EF Education-Nippo    | 114 pts               |
| 3e                    | Primož Roglič         | Slovénie              | Jumbo-Visma           | 108 pts               |
| 4e                    | Matteo Trentin        | Italie                | UAE Team Emirates     | 103 pts               |
| 5e                    | Alberto Dainese       | Italie                | Team DSM              | 93 pts                |
| 6e                    | Michael Matthews      | Australie             | BikeExchange          | 92 pts                |
| 7e                    | Arnaud Démare         | France                | Groupama-FDJ          | 88 pts                |
| 8e                    | Enric Mas             | Espagne               | Movistar Team         | 75 pts                |
| 9e                    | Romain Bardet         | France                | Team DSM              | 70 pts                |
| 10e                   | Andrea Bagioli        | Italie                | Deceuninck-Quick Step | 69 pts                |

| Classement de la montagne | Classement de la montagne | Classement de la montagne | Classement de la montagne          | Classement de la montagne |
| Coureur                   | Coureur                   | Pays                      | Équipe                             | Points                    |
| ------------------------- | ------------------------- | ------------------------- | ---------------------------------- | ------------------------- |
| 1er                       | Romain Bardet             | France                    | Team DSM                           | 50 pts                    |
| 2e                        | Damiano Caruso            | Italie                    | Bahrain Victorious                 | 31 pts                    |
| 3e                        | Rafał Majka               | Pologne                   | UAE Team Emirates                  | 29 pts                    |
| 4e                        | Michael Storer            | Australie                 | Team DSM                           | 24 pts                    |
| 5e                        | Pavel Sivakov             | Russie                    | Ineos Grenadiers                   | 16 pts                    |
| 6e                        | Jack Haig                 | Australie                 | Bahrain Victorious                 | 15 pts                    |
| 7e                        | Primož Roglič             | Slovénie                  | Jumbo-Visma                        | 12 pts                    |
| 8e                        | Kenny Elissonde           | France                    | Trek-Segafredo                     | 11 pts                    |
| 9e                        | Rein Taaramäe             | Estonie                   | Intermarché-Wanty-Gobert Matériaux | 10 pts                    |
| 10e                       | Sepp Kuss                 | États-Unis                | Jumbo-Visma                        | 9 pts                     |

| Classement de la montagne | Classement de la montagne | Classement de la montagne | Classement de la montagne          | Classement de la montagne |
| Coureur                   | Coureur                   | Pays                      | Équipe                             | Points                    |
| ------------------------- | ------------------------- | ------------------------- | ---------------------------------- | ------------------------- |
| 1er                       | Romain Bardet             | France                    | Team DSM                           | 50 pts                    |
| 2e                        | Damiano Caruso            | Italie                    | Bahrain Victorious                 | 31 pts                    |
| 3e                        | Rafał Majka               | Pologne                   | UAE Team Emirates                  | 29 pts                    |
| 4e                        | Michael Storer            | Australie                 | Team DSM                           | 24 pts                    |
| 5e                        | Pavel Sivakov             | Russie                    | Ineos Grenadiers                   | 16 pts                    |
| 6e                        | Jack Haig                 | Australie                 | Bahrain Victorious                 | 15 pts                    |
| 7e                        | Primož Roglič             | Slovénie                  | Jumbo-Visma                        | 12 pts                    |
| 8e                        | Kenny Elissonde           | France                    | Trek-Segafredo                     | 11 pts                    |
| 9e                        | Rein Taaramäe             | Estonie                   | Intermarché-Wanty-Gobert Matériaux | 10 pts                    |
| 10e                       | Sepp Kuss                 | États-Unis                | Jumbo-Visma                        | 9 pts                     |

| Classement du meilleur jeune | Classement du meilleur jeune | Classement du meilleur jeune | Classement du meilleur jeune | Classement du meilleur jeune |
| Coureur                      | Coureur                      | Pays                         | Équipe                       | Temps                        |
| ---------------------------- | ---------------------------- | ---------------------------- | ---------------------------- | ---------------------------- |
| 1er                          | Egan Bernal                  | Colombie                     | Ineos Grenadiers             | 60 h 02 min 11 s             |
| 2e                           | Aleksandr Vlasov             | Russie                       | Astana-Premier Tech          | + 1 min 43 s                 |
| 3e                           | Gino Mäder                   | Suisse                       | Bahrain Victorious           | + 2 min 26 s                 |
| 4e                           | Juan Pedro López             | Espagne                      | Trek-Segafredo               | + 6 min 47 s                 |
| 5e                           | Rémy Rochas                  | France                       | Cofidis                      | + 22 min 14 s                |
| 6e                           | Clément Champoussin          | France                       | AG2R Citroën Team            | + 32 min 43 s                |
| 7e                           | Steff Cras                   | Belgique                     | Lotto-Soudal                 | + 37 min 21 s                |
| 8e                           | Jefferson Cepeda             | Équateur                     | Caja Rural-Seguros RGA       | + 45 min 05 s                |
| 9e                           | Gotzon Martín                | Espagne                      | Euskaltel-Euskadi            | + 1 h 00 min 24 s            |
| 10e                          | Pavel Sivakov                | Russie                       | Ineos Grenadiers             | + 1 h 06 min 43 s            |

| Classement du meilleur jeune | Classement du meilleur jeune | Classement du meilleur jeune | Classement du meilleur jeune | Classement du meilleur jeune |
| Coureur                      | Coureur                      | Pays                         | Équipe                       | Temps                        |
| ---------------------------- | ---------------------------- | ---------------------------- | ---------------------------- | ---------------------------- |
| 1er                          | Egan Bernal                  | Colombie                     | Ineos Grenadiers             | 60 h 02 min 11 s             |
| 2e                           | Aleksandr Vlasov             | Russie                       | Astana-Premier Tech          | + 1 min 43 s                 |
| 3e                           | Gino Mäder                   | Suisse                       | Bahrain Victorious           | + 2 min 26 s                 |
| 4e                           | Juan Pedro López             | Espagne                      | Trek-Segafredo               | + 6 min 47 s                 |
| 5e                           | Rémy Rochas                  | France                       | Cofidis                      | + 22 min 14 s                |
| 6e                           | Clément Champoussin          | France                       | AG2R Citroën Team            | + 32 min 43 s                |
| 7e                           | Steff Cras                   | Belgique                     | Lotto-Soudal                 | + 37 min 21 s                |
| 8e                           | Jefferson Cepeda             | Équateur                     | Caja Rural-Seguros RGA       | + 45 min 05 s                |
| 9e                           | Gotzon Martín                | Espagne                      | Euskaltel-Euskadi            | + 1 h 00 min 24 s            |
| 10e                          | Pavel Sivakov                | Russie                       | Ineos Grenadiers             | + 1 h 06 min 43 s            |

| Classement par équipes | Classement par équipes             | Classement par équipes | Classement par équipes |
| Équipe                 | Équipe                             | Pays                   | Temps                  |
| ---------------------- | ---------------------------------- | ---------------------- | ---------------------- |
| 1re                    | Ineos Grenadiers                   | Royaume-Uni            | 179 h 53 min 03 s      |
| 2e                     | UAE Team Emirates                  | Émirats arabes unis    | + 3 min 40 s           |
| 3e                     | Bahrain Victorious                 | Bahreïn                | + 6 min 48 s           |
| 4e                     | Movistar Team                      | Espagne                | + 15 min 41 s          |
| 5e                     | Jumbo-Visma                        | Pays-Bas               | + 17 min 41 s          |
| 6e                     | Trek-Segafredo                     | États-Unis             | + 33 min 42 s          |
| 7e                     | Intermarché-Wanty-Gobert Matériaux | Belgique               | + 41 min 09 s          |
| 8e                     | Astana-Premier Tech                | Kazakhstan             | + 59 min 29 s          |
| 9e                     | AG2R Citroën Team                  | France                 | + 1 h 00 min 43 s      |
| 10e                    | Cofidis                            | France                 | + 1 h 05 min 28 s      |

| Classement par équipes | Classement par équipes             | Classement par équipes | Classement par équipes |
| Équipe                 | Équipe                             | Pays                   | Temps                  |
| ---------------------- | ---------------------------------- | ---------------------- | ---------------------- |
| 1re                    | Ineos Grenadiers                   | Royaume-Uni            | 179 h 53 min 03 s      |
| 2e                     | UAE Team Emirates                  | Émirats arabes unis    | + 3 min 40 s           |
| 3e                     | Bahrain Victorious                 | Bahreïn                | + 6 min 48 s           |
| 4e                     | Movistar Team                      | Espagne                | + 15 min 41 s          |
| 5e                     | Jumbo-Visma                        | Pays-Bas               | + 17 min 41 s          |
| 6e                     | Trek-Segafredo                     | États-Unis             | + 33 min 42 s          |
| 7e                     | Intermarché-Wanty-Gobert Matériaux | Belgique               | + 41 min 09 s          |
| 8e                     | Astana-Premier Tech                | Kazakhstan             | + 59 min 29 s          |
| 9e                     | AG2R Citroën Team                  | France                 | + 1 h 00 min 43 s      |
| 10e                    | Cofidis                            | France                 | + 1 h 05 min 28 s      |

## Abandons
- Jonathan Caicedo (EF Education-Nippo) : non-partant
- Jhonatan Narváez (Ineos Grenadiers) : abandon
- Kiel Reijnen (Trek-Segafredo) : abandon